# Juninho (calciatore 1984)
Wilson Aparecido Xavier Júnior, noto come Juninho (Arapongas, 15 marzo 1984), è un ex calciatore brasiliano, centrocampista.

## Carriera

### Club
Ha militato in alcuni club tra cui Chievo Verona (nel settore giovanile) in Italia e Domžale in Slovenia.

## Palmarès

### Club

#### Competizioni nazionali
- Campionati sloveni: 2

Domzale: 2006-2007, 2007-2008
- Coppa di Slovenia: 1

Domzale: 2011
- Coppa d'Azerbaigian: 1

FK Baku: 2011-2012